# اینورنس، شهرستان شلبی، آلاباما
اینورنس (به انگلیسی: Inverness) یک منطقهٔ مسکونی در ایالات متحده آمریکا است که در شهرستان شلبی، آلاباما واقع شده‌است. اینورنس ۱۴۹٫۹۶ متر بالاتر از سطح دریا واقع شده‌است.